# کرامیه
کرامیه فرقه‌ای حنفی - مجسم در اسلام بود که بود که که در بخش‌های مرکزی و شرقی جهان اسلام به ویژه در مناطق ایران، شکوفا شد.
این فرقه توسط فردی سیستانی به نام محمد بن کرام (متوفی ۸۹۶ میلادی) تأسیس شد. که در قرن نهم در حوالی نیشاپور در خراسان بود. او بعداً با بسیاری از پیروانش به اورشلیم مهاجرت کرد. به گفته وی، کرامی‌ها را «پیروان ابوعبدالله» (اصحاب ابی عبدالله) نیز می‌نامیدند. مناطق پراکنش اصلی آن در خراسان بزرگ، ماوراءالنهر و نواحی پیرامونی شرقی ایران بود. اوایل غزنویان و اوایل سلسله غوریان فرمانروایی کرامیان را اعطا کردند. مهم‌ترین مرکز جامعه تا پایان قرن یازدهم نیشابور باقی ماند. کرامیه پس از زوال، تنها در غزنی و غور در منطقه افغانستان امروزی باقی ماند.

### شاخه‌ها
عبدالقادر بغدادی در کتاب الفرق بین الفرق آورده است که سه دسته حقایقیه، طرائقیه و اسحاقیه را تا زمانی که همدیگر را تکفیر نکنند، یک فرقه دانسته می‌شوند و همگی از شاخه‌های کرامیه هستند. حماقیه و سورمیه از دیگر شاخه‌های این فرقه است.

## مؤسس
ابوعبدالله کرام، ابوعبدالله کرام، عالم، فقیه، عارف و محدّث قرن سوم و بنیانگذار فرقهٔ کرامیه. منبع اصلی دربارهٔ ابوعبدالله محمد بن کرام، شرح حال مفصّل وی در تاریخ نیشابور حاکم نیشابوری و احتمالاً تاریخ الکرامیه، نوشتهٔ هیصم بن محمد بن عبدالعزیز (متوفی ۴۶۷)، است که نسخه ای از کتاب اخیر در دست احمد بن محمد، مشهور به فصیحی خوافی (متوفی ۸۴۵)، بوده و اصل هیچ‌یک تا کنون به دست نیامده است. جورقانی نیز دربارهٔ ابن کرام اطلاعات مهمی آورده است. در کتاب‌های تراجم عربی، اطلاعات راجع به محمد بن کرام، به واسطه یا مستقیم، از تاریخ نیشابور گرفته شده است. ذهبی نیز از منابع گوناگون، از جمله تاریخ نیشابور*، اطلاعات ارزشمندی را دربارهٔ او نقل کرده است.
اصل محمد بن کرام از روستای ختک، یکی از روستاهای زرنگ سجستان(سیستان) است و شهرت وی به سجستانی نیز از همین روست.
جورقانی، نام روستای زادگاه او را الحروی ذکر کرده، که احتمالاً تصحیف ختک است.
پدر محمد کرام، از موالی بنو نِزار بود که با همسرش به مکه رفت و در آنجا، در سال ۱۶۸، محمد به دنیا آمد. نام پدر وی را، به اختلاف، کرّام، کِرام و کَرام ذکر کرده‌اند.
ابن کرام در ۲۰ صفر سال ۲۵۵ در بیت المقدّس درگذشت.
به روایت ابن عساکر، در بیت المقدّس، به دلیل عقیدهٔ ابن کرام دربارهٔ ایمان، کتابهای او را سوزاندند و به دستور والی رمله، یانس مونسی، او را به شهر زُغَر راندند. گفته شده است که وی در زغر درگذشت و پیروانش جنازهٔ او را به بیت المقدّس بردند و در آنجا به خاک سپردند. به گفتهٔ حاکم نیشابوری، محمد بن کرام شب هنگام درگذشت و صبح زود، در حالی که معدودی از نزدیکان خاص او خبر داشتند، جنازه اش را به مقابرالانبیاء بردند و در کنار زکریا و یحیی و دیگر پیامبران به خاک سپردند.

## عقاید
عقاید «کرامّیه» را عبد القاهر بغدادی به نحو مستوفی در کتاب «الفرق بین الفرق» آورده که ملخّص آن این است: ابن کرام پیروانش را به جسمانی دانستن پروردگار خویش می‌خواند و می‌پنداشت که او جسم است و از زیر و از آن سوی به عرش برمی‌خورد حد و نهایت دارد و این مانند گفتار «ثنویه» که گفتند: پروردگارشان نوری است از آن سو که بتاریکی پیوندد متناهی می‌باشد اگر چه از پنج سوی دیگر بی‌کران و متناهی است.
ابن کرام در برخی از کتابهای خویش پروردگارش را مانند نصاری جوهر دانست و در خطبهٔ کتاب خود که معروف به کتاب «عذاب القبر» است گوید: خدای تعالی ذاتی یکتا و گوهری یگانه است و نیز گوید: خدای تعالی مماس یعنی چسبیده بر تخت خویش است و عرش جایگاه وی می‌باشد، زیرا در قرآن آمده: «الرَّحْمٰنُ عَلَی الْعَرْشِ اسْتَویٰ» (طه/۵).
ابن کرام و پیروانش پنداشتند که پروردگارشان جایگاه حوادث است و گفتارها و اراده و دریافتهای او از شنیدنیها و برخورد او با صفحه بالا از جهان عرضهایی هستند که در او «حادث» گشتند و او جایگاه این حوادث است.
برخی از «کرامّیه» پنداشتند که خداوند به نیست کردن هیچ جسمی در هیچ حال توانا نیست. کرامّیه در میان دو کلمه متکلّم و قایل و کلام و قول فرق می‌گذارند بدین گونه که گویند: خدای تعالی همواره متکلّم و قایل بوده است سپس در میان این دو نام در معنی فرقها نهاده و می‌گفتند: او همواره متکلم به کلامی که توانایی اوست بر قول و پیوسته قایل است به قایلیتی نه به سبب قول و قایلیت توانایی اوست بر قول و قول او حروفی است که در او «حادث» شده است و سخنش «قدیم» است، پس قول خداوند در نزد ایشان «حادث» و کلام او «قدیم» می‌باشد.
نکته مهم دیگر، تلقی خاص کرامیان از عقل است. گرچه آنان حسن و قبح را قبل از حکم الهی (وحی) می‌پذیرفتند، اما به هیچ وجه نظریه اصلح و قاعده لطف معتزله را قبول نداشتند. همچنین کرامیان با تعقل فلسفی مخالفت شدیدی داشتند. قطعاتی از کتاب السر ابن کرام موجود است و این عقیده یعنی اصلح نبودن نظام آفرینش را به خوبی نشان می‌دهد.
از دیگر عقاید ضد معتزلی کرامیه، اعتقاد به عدم خلود دائم در جهنم است. آنها معتقد بودند که خدا می‌تواند کفار را از آتش جهنم نجات بخشد. نکته جالب دیگر که حاکم جشمی در تعریض به کرامیان، بدان اشاره کرد، علاقه آنان به خواندن آثار ابن ریوندی است. احتمالاً آثار این متفکر ضد معتزلی برای کرامیان جالب توجه بوده است. همچنین کرامیان بر خلاف معتزله، به کرامات اولیا، از جمله به طی‌الارض معتقد بوده‌اند. مسئله دیگر شایسته بررسی، عقیده کرامیان در باب توحید است، که مورد انتقاد بوده و آنان متهم شده‌اند که در باب توحید، عقیده ای تشبیهی دارند. این اتهام حتی در زمان خود آنان نیز مطرح بوده است.

### زهد و شیوه کسب معاش
یکی از جنبه‌های مهم زهد کرامی، انزجار از شیوه‌های خاصی از معاش اقتصادی بود. تقوا و ورع آنان، به وسیله ریاضت کشی و کناره گیریشان از دنیا باز شناخته می‌شد. آنان طرفدار اعتماد کامل بر خداوند بودند. به نظر می‌رسد که پیروان ابن کرام، او را به دلیل دینداری، پارسایی و تأکید بسیارش بر توکل شناخته و تبعیت می‌کردند. کرامیه در میان طبقات پایین‌تر نیشابور، محبوبیت و پایگاه مردمی داشت. مجمع و مقر اصلی آنان در منطقه فقیرنشین شهر بود. عقیده کرامیه در مورد فقر، تنفرشان نسبت به کار به عنوان وسیله ای برای کسب درآمد و زهد خشک و پرشور آنان، با دیدگاه اسلام در مورد جهد و سختکوشی برای گذران زندگی که مورد تأیید و قبول دیگر مذاهب در نیشابور نیز بود تفاوتی فاحش و آشکار داشت.

## رقابت با سایر فرقه‌ها در نیشابور
کرامیان برای کسب قدرت و نفوذ در نیشابور، با سایر گروه‌ها به شدت رقابت می‌کردند. تشکیلات گسترده و پیچیده آنان موفقیتشان در تبلیغ و جاذبه ای که برای گروه‌های شهری و روستایی داشتند، سیطره حنفیان و شافعیان را بر شهر به شدت تهدید می‌کرد. در اواخر قرن چهارم، فرقه‌های حنفی و شافعی، زمام اداره شهر را به وسیله کنترل سیستم آموزشی و فقهی، در دست داشتند. علما و بازرگانانی که در حقیقت نماینده و سخنگوی این مذاهب بودند، روشی یافته بودند برای برخورد با حاکمانی که اسما بر نیشابور حکومت می‌کردند. حاکمان ترک، به دلیل ناآشنایی با رخدادهای محلی، بیشتر به کمک علما نیازمند بودند تا علما به حمایت آنان! حکومت برای آنکه بتواند به صورت مؤثری بر مردم فرمانروایی کند، نیاز به همکاری علما داشت؛ لذا به آنان اجازه فعالیت می‌داد تا بتواند زندگی شهری را تحت کنترل خود درآورد. کرامیان، پایگاه استواری در نیشابور برای خود به وجود آوردند و در همان حال تعالیم خود را به دیگر نقاط جهان اسلام بسط دادند. سخت‌گیری زاهدانه آنها در باب شرایط امام یا حاکم و نیز عقاید تند آنها در باب مالکیت، چنان بوده است که دشمان آنها با تمام نیروی خویش کوشیده‌اند تا آنها را چهره ای منفی و منفور بسازند. و ما این چهره منفی را در کتاب السواد الاعظم نوشته ابوالقاسم اسحاق بن محمد می‌بینیم. کرامیه منازعاتی نیز با شیعیان داشتند. آغاز این نزاع به نقد آرای ابن کرام توسط فضل بن شاذان نیشابوری (م ۲۶۰ق)، برمی گردد.
کرامیان خواستار آن بودند که مسلمانان از لحاظ مادی و معنوی با یکدیگر برابر باشند، لذا فقرا و افرادی که از لحاظ حقوق اجتماعی مورد تبعیض قرار گرفته بودند و همچنین اشخاصی که به اصول و ارزش‌های سایر فرق خرده می‌گرفتند، از کرامیان حمایت کرده و به آنان عنایت داشتند. کرامیان طرحی برای تعدیل و تصریح شرایط تجارت در اسلام داشتند که پیشتر توسط علما وضع و تبیین شده بود. در این دوران، کرامیان به خوبی شکل گرفته و سازماندهی شده بودند و می‌توانستند برنامه و دستور کاملی برای زندگی وضع نمایند. آنان تعریفات منحصر به فردی از فقه، کلام، و تصوف ارائه می‌دادند. اقتدار و صلابت کرامیه، منوط به کثرت تازه مسلمانان، فقرای شهرنشین و حمایتهایی بود که از سوی سایر فرق دریافت می‌کردند.

## افول کرامیان نیشابور
ابن فندق و ابن اثیر، از ستیز داخلی در نیشابور در ذیحجه سال ۴۸۸ق میان حنفیان و شافعیان به رهبری قاضی ابوسعید محمد بن احمد محمد بن صاعد و ابوالقاسم پسر امام الحرمین جوینی از یک سو و کرامیان به پیشوایی محمشاد از سوی دیگر خبر می‌دهند. احتمالاً مدرسه کرامیان در بیهق در همان سال از میان رفت، در حالی که مدرسه‌های خاص حنفیان، شافعیان و علویان که همه آنها همزمان ساخته شده بودند، در زمان ابن فندقکه کتابش را در سال ۵۶۳ق نوشته است، همچنان برپا بود، از مدرسه کرامیان هیچ اثری بر جای نمانده بود. در نیشابور با کشته شدن رهبر کرامیان و با خاک یکسان شدن مدرسه آنها، ستیزه پایان یافت.
اقدام ابوبکر تنها باعث برانگیخته شدن تنش شدید بین حنفیان، شافعیان و کرامیان شد. حمایت‌های سلطان محمود از کرامیه به جای آنکه وی را در کنترل و نظارت بر شهر و سیاستهای داخلی آن قادر سازد، موجب افزایش نزاع‌های قومی فرقه ای در نیشابور شد. سلطان محمود سعی می‌کرد در ابتدا نسبت به شکایت‌های مردم از رویه ابوبکر، با دیده اغماض بنگرد؛ اما سرانجام ناچار شد در قبال اعمال وی از خود واکنش نشان دهد. هنگامی که سلطان محمود، ابوبکر را از مقام و موقعیت رسمی اش برکنار نمود، ریاست مجدداً به خانواده میکائیلی بازگشت و چون رئیس جدید بر جای خود مستقر شد.
پس از عزل ابوبکر، قدرت کرامیه در هم شکست. زمانی که محمود غزنوی، غور را در سال ۴۱۱ ق فتح نمود، به مبلغان و اساتید کرامیه اجازه داد تا برای تعلیم و گسترش اسلام در آنجا به فعالیت بپردازند و این دقیقاً مقارن با زمانی بود که وی حمایت خویش را از کرامیه نیشابور برگرفته بود. احتمالاً محمود تشخیص داده بود که بازگرداندن کرامیه به نیشابور، نتایج چندان مطلوبی ندارد؛ لذا آنان را به سوی غور روانه کرد.